# Earl Bellamy
Pour les articles homonymes, voir Bellamy.
Earl Bellamy, né le 11 mars 1917 à Minneapolis dans le Minnesota et mort le 30 novembre 2003 à Albuquerque au Nouveau-Mexique, est un réalisateur américain.

## Filmographie

### Comme assistant-réalisateur
- 1946 : Dangerous Millions de James Tinling

### Comme réalisateur

#### Télévision
- 1953 : General Electric Theater (série TV)
- 1954 : The Lineup (série TV)
- 1954 : Lassie (Lassie) (série TV)
- 1954 : Rintintin (The Adventures of Rin Tin Tin) (série TV)
- 1955 : Masquerade (TV)
- 1955 : Tales of the Texas Rangers (série TV)
- 1955 : Sergeant Preston of the Yukon (série TV)
- 1955 : Crusader (série TV)
- 1957 : Bachelor Father (série TV)
- 1957 : M Squad (série TV)
- 1957 : Perry Mason (série TV)
- 1957 : Leave It to Beaver (série TV)
- 1958 : Buckskin (série TV)
- 1958 : The Donna Reed Show (série TV)
- 1959 : Laramie (Laramie) (série TV)
- 1960 : Mes trois fils (My Three Sons) (série TV)
- 1960 : The Andy Griffith Show (série TV)
- 1960 : The Best of the Post (série TV)
- 1960 : O'Conner's Ocean (TV)
- 1961 : Le Jeune Docteur Kildare (Dr. Kildare) (série TV)
- 1962 : Monsieur Smith au Sénat (Mr. Smith Goes to Washington) (série TV)
- 1962 : Our Man Higgins (série TV)
- 1962 : Sur le pont, la marine ! (McHale's Navy) (série TV)
- 1963 : Arrest and Trial (en) (série TV)
- 1963 : Haute tension (Kraft Suspense Theatre) (série TV)
- 1963 : Rawhide (série TV)
- 1964 : Broadside (série TV)
- 1964 : Daniel Boone (Daniel Boone) (série TV)
- 1964 : Les Monstres (The Munsters) (série TV)
- 1964 : Karen (série TV)
- 1965 : The John Forsythe Show (série TV)
- 1965 : Les Espions (I Spy) (série TV)
- 1965 : Max la menace (Get Smart) (série TV)
- 1965 : Sur la piste du crime (The F.B.I.) (série TV)
- 1966 : Les Monroe (The Monroes) (série TV)
- 1967 : Heroic Mission (série TV)
- 1968 : Doris comédie (The Doris Day Show) (série TV)
- 1968 : La Nouvelle Équipe (The Mod Squad) (série TV)
- 1969 : My Friend Tony (série TV)
- 1969 : Then Came Bronson (série TV)
- 1969 : Docteur Marcus Welby (Marcus Welby, M.D.) (série TV)
- 1969 : Médecins d'aujourd'hui (Medical Center) (Medical Center) (série TV)
- 1969 : To Rome with Love (série TV)
- 1969 : The Pigeon (TV)
- 1969 : The Desperate Mission (TV)
- 1970 : The Partridge Family (série TV)
- 1971 : Coup double (The Partners) (série TV)
- 1971 : The Trackers (TV)
- 1972 : Le Sixième Sens (The Sixth Sense) (série TV)
- 1973 : Dusty's Trail (série TV)
- 1974 : L'Homme qui valait trois milliards (The Six Million Dollar Man) (série TV)
- 1975 : Section 4 (S.W.A.T.) (série TV)
- 1975 : Isis (série TV)
- 1975 : Starsky et Hutch (Starsky and Hutch) (série TV)
- 1975 : Matt Helm (Matt Helm) (série TV)
- 1976 : Déluge sur la ville (Flood!) (TV)
- 1977 : Huit, ça suffit ! (Eight Is Enough) (série TV)
- 1977 : Horizons en flammes (Fire!) (TV)
- 1977 : Chips (CHiPs) (série TV)
- 1977 : La croisière s'amuse (The Love Boat) (série TV)
- 1978 : L'Île fantastique (Fantasy Island) (série TV)
- 1978 : Desperate Women (TV)
- 1979 : The Castaways on Gilligan's Island (en) (TV)
- 1979 : Pour l'amour du risque (Hart to Hart) (série TV)
- 1980 : Valentine Magic on Love Island (TV)
- 1981 : Code Red (série TV)
- 1984 : V (la série)
- 1985 : Lime Street (en) (série TV)

#### Cinéma
- 1955 : Seminole Uprising
- 1956 : Blackjack Ketchum, Desperado
- 1958 : Toughest Gun in Tombstone
- 1962 : Stagecoach to Dancers' Rock
- 1965 : Fluffy
- 1966 : Sans foi ni loi (Incident at Phantom Hill)
- 1966 : La parole est au colt
- 1966 : Frankenstein et les faux-monnayeurs (Munster, Go Home)
- 1968 : Three Guns for Texas
- 1969 : Backtrack!
- 1974 : Seven Alone
- 1975 : Walking Tall Part II
- 1975 : Against a Crooked Sky
- 1975 : Sidecar Racers
- 1976 : The Wackiest Wagon Train in the West
- 1977 : Sidewinder 1
- 1977 : La Folle cavale (en) (Speedtrap)
- 1981 : Magnum Thrust